# Некооперативная теория игр
Некооперативная игра — термин теории игр. Некооперативной игрой называется математическая модель взаимодействия нескольких сторон (игроков), в процессе которого они не могут формировать коалиции и координировать свои действия.
Игры как с нулевой, так и ненулевой суммой бывают кооперативными и некооперативными. Поэтому, некооперативные игры можно разделить на игры с ненулевой суммой и игры с нулевой суммой.

## Некооперативная игра в нормальной форме
Некооперативной игрой в нормальной форме называется тройка {\displaystyle \Gamma =\left\langle I,\left\{S_{i}\right\}_{i\in I},\left\{H_{i}\right\}_{i\in I}\right\rangle }, где {\displaystyle \ I} — множество участников игры (сторон, игроков); {\displaystyle \ S_{i}} — множество стратегий участника {\displaystyle \ i\in \ I}; {\displaystyle \ H_{i}} — функция выигрыша участника {\displaystyle \ i}, определенная на множестве ситуаций {\displaystyle \ S=\prod _{i\in I}S_{i}} и отображающая его во множество действительных чисел.
Некооперативная игра в нормальной форме предполагает следующий порядок разыгрывания.
1. Игроки одновременно и независимо друг от друга выбирают из множеств {\displaystyle \ S_{i}} свои стратегии. Вектор стратегий {\displaystyle \ s=(s_{1},s_{2},...,s_{n})} всех игроков представляет собой
ситуацию в игре.
2. Каждый игрок получает выигрыш, определяемый значением функции {\displaystyle \ H_{i}(s)}, на этом взаимодействие
между ними прекращается.
Нормальная форма игры описывает статическое взаимодействие игроков, не предусматривая возможности последовательных ходов, накопления информации о действиях соперника и повторяющегося взаимодействия. Для моделирования этих аспектов используется
развернутая форма игры.

## Некооперативная игра в развернутой форме
Некооперативная игра в развернутой форме с множеством игроков {\displaystyle \ I} представляется с использованием ориентированного дерева (дерева игры) следующим образом.
Вершины дерева представляют собой состояния (позиции), в которых может оказываться игра, ребра — ходы, которые могут использовать игроки. Предполагается, что в каждой позиции может совершать ход не более одного игрока.
Выделяется три вида позиций в игре:
- начальная, представляемая корнем дерева (вершиной, не имеющей входящих ребер);
- промежуточные, имеющие входящие и выходящие ребра;
- терминальные, имеющие только входящие ребра.

Начальная и промежуточные позиции образуют множество нетерминальных позиций.
Для каждой вершины дерева {\displaystyle \ v}, соответствующей нетерминальной позиции, определен игрок {\displaystyle \ i}, совершающий в ней ход
и множество ходов этого игрока {\displaystyle \ S_{v}}. Каждому ходу {\displaystyle \ s\in \ S_{v}} соответствует ребро, выходящее из вершины {\displaystyle \ v}.
Для учёта несовершенства информации, имеющейся у игроков, нетерминальные вершины могут объединяться в информационные множества.
Для каждой вершины {\displaystyle \ v}, соответствующей терминальной позиции, определены функции выигрыша всех игроков {\displaystyle \ H_{i}(v)}.
Игра предполагает следующий порядок разыгрывания:
1. Игра начинается из начальной позиции.
2. В любой нетерминальной позиции {\displaystyle \ v} игрок, имеющий в ней право хода, выбирает ход {\displaystyle \ s\in \ S_{v}}, в результате чего игра попадает в следующую позицию, в которую входит ребро, соответствующее ходу {\displaystyle \ s}. Если эта позиция является нетерминальной, то повторяется п. 2.
3. Если игра попадает в терминальную позицию {\displaystyle \ v}, то все игроки получают выигрыши {\displaystyle \ H_{i}(v)}, и игра завершается.

## Принципы оптимальности
Основным принципом оптимальности стратегий для некооперативных игр в нормальной форме является равновесие Нэша, основанное на невозможности отклонений участников от выбранных стратегий. К настоящему времени разработано семейство принципов, основанных на равновесии Нэша, и называемых очищениями равновесия Нэша (Nash equilibrium refinements), наиболее часто используемыми среди которых являются:
- равновесие дрожащей руки;
- собственное равновесие;
- сильное равновесие.

Менее универсальными, используемыми в отдельных классах некооперативных игр, являются следующие принципы:
- ε-равновесие;
- равновесие в доминирующих стратегиях;
- решение игры по доминированию;
- равновесие в осторожных стратегиях.

Для некооперативных игр в развернутой форме также используются принципы оптимальности, основанные на равновесии Нэша, но учитывающие специфику динамического взаимодействия игроков. К основным из них относятся:
- равновесие, совершенное по под-играм;
- секвенциальное равновесие;
- сильное секвенциальное равновесие.

## Примеры
- Дилемма заключённого
- Трагедия общин